# Маяк на мисі Фіністерре
Маяк на мисі Фіністерре (ісп. Faro de Cabo Finisterre) — активний маяк на мисі Фіністерре, в провінції Ла Корунья, на північно-західному узбережжі Галісії в Іспанії.
Його ліхтар, розташований на висоті 143 метри над рівнем моря, світить на більше ніж 23 морських миль. Постійні зимові тумани викликали додавання сирени в 1888 р.
Незважаючи на існування маяка, місце продовжувало бути місцем корабельних аварій. В 1870 році, там потонув монітор «Капітан», загинули 482 людини його екіпажу і це стало найбільш трагічною подією на цьому узбережжі.

Цей маяк згадується в деяких варіантах байки Легенда про маяк і корабель.

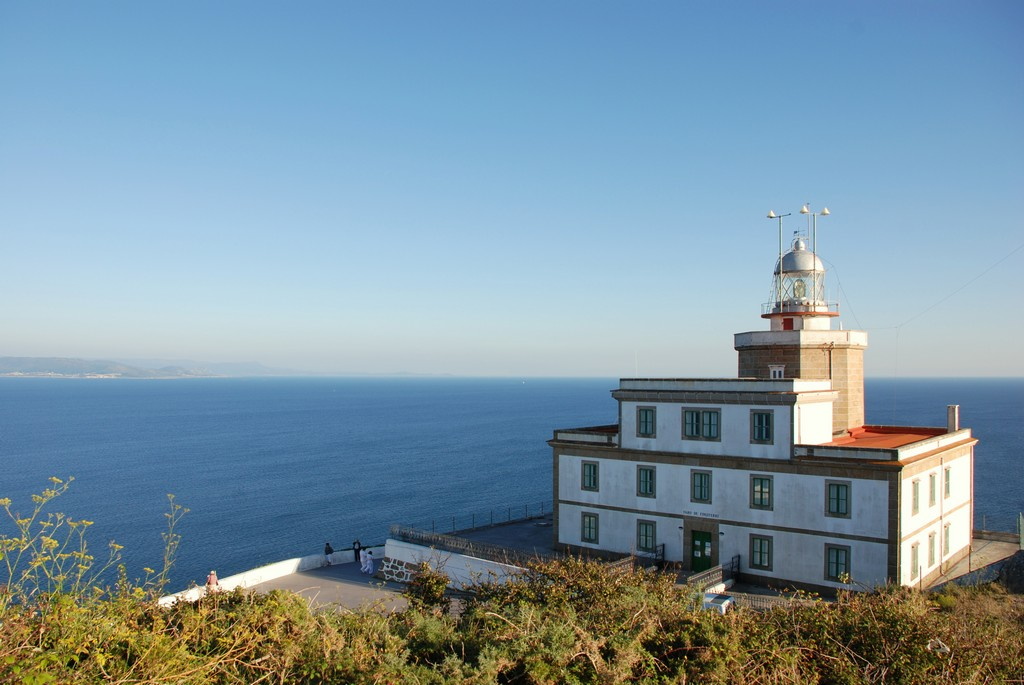
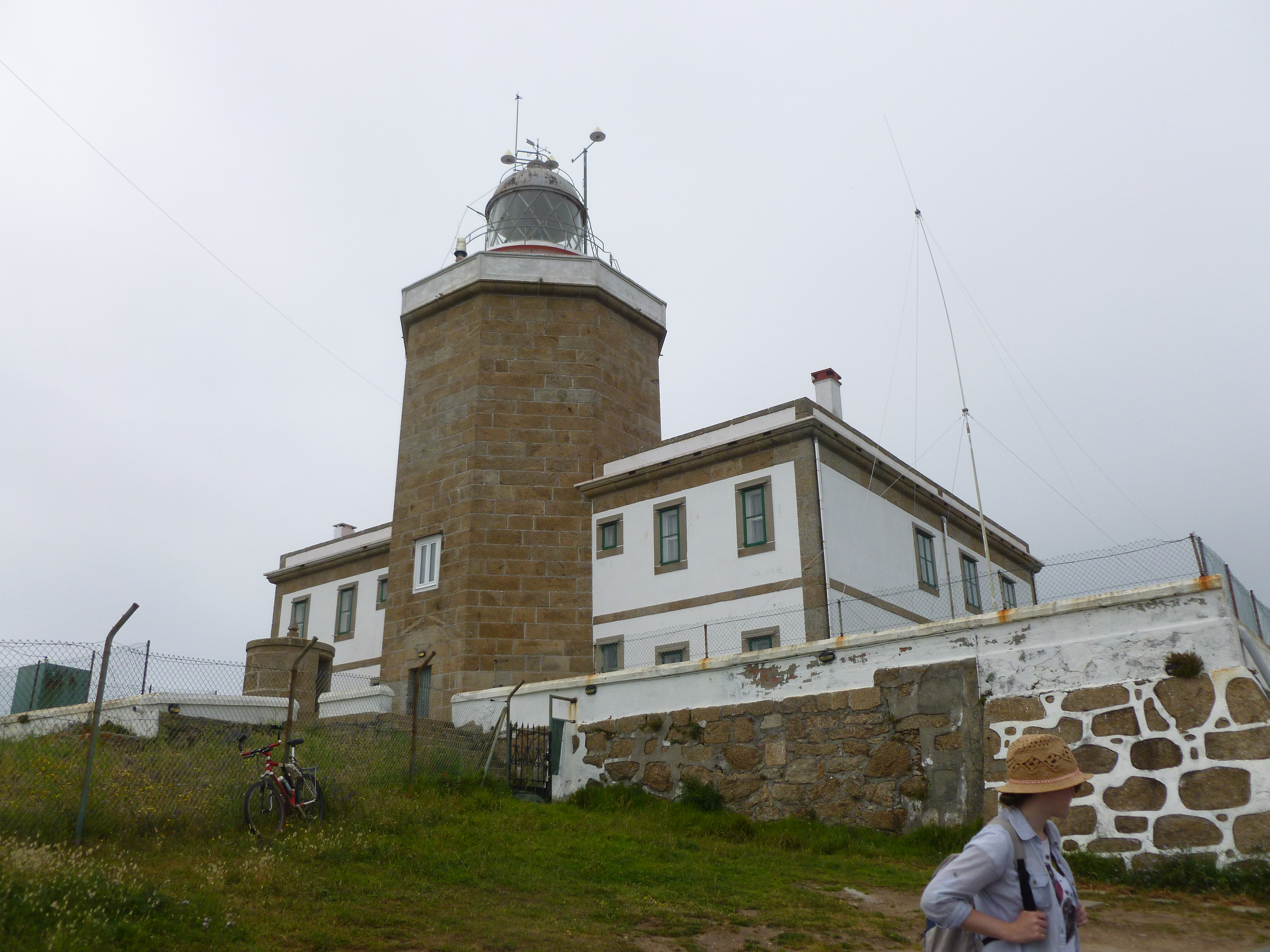
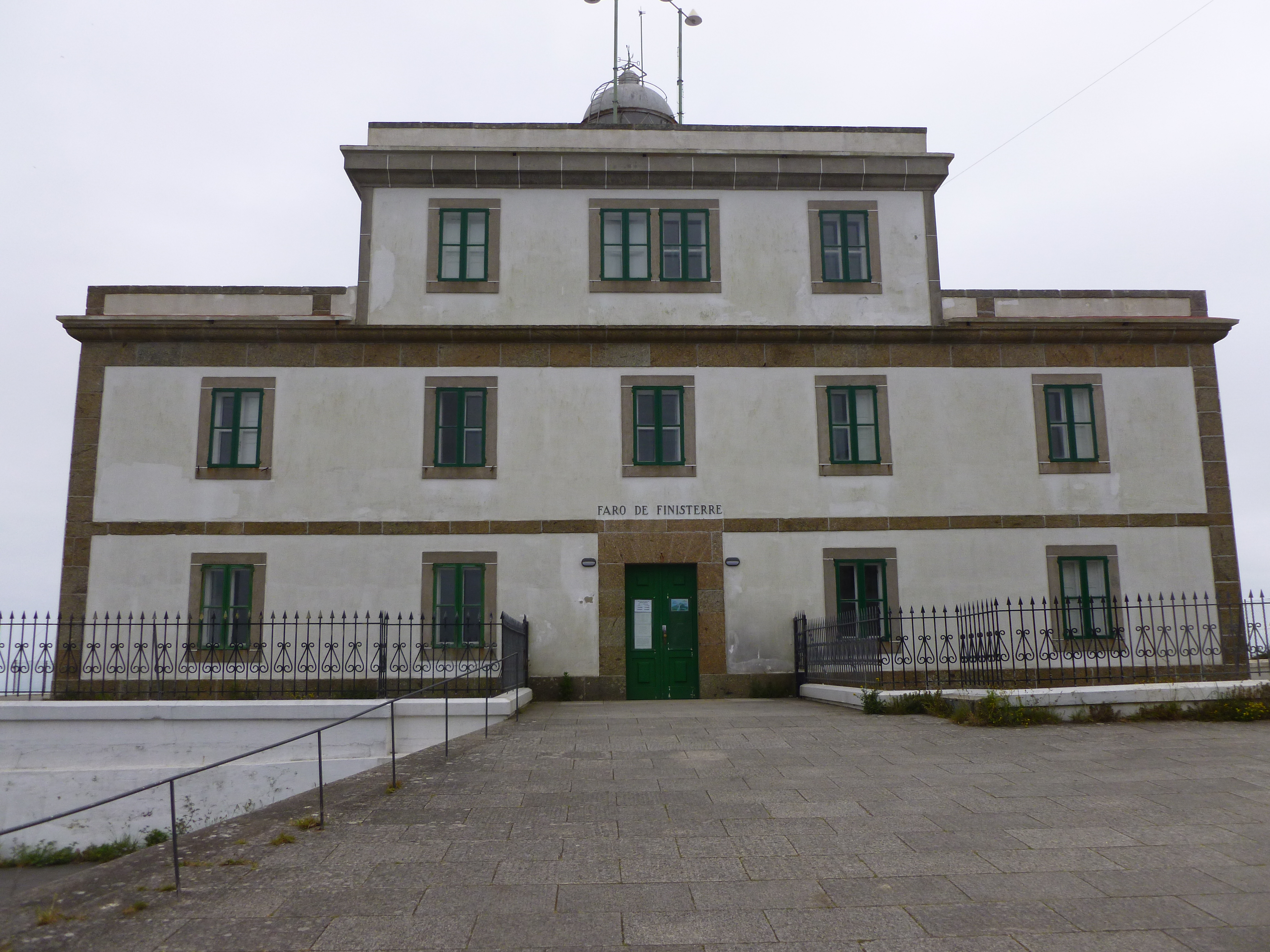
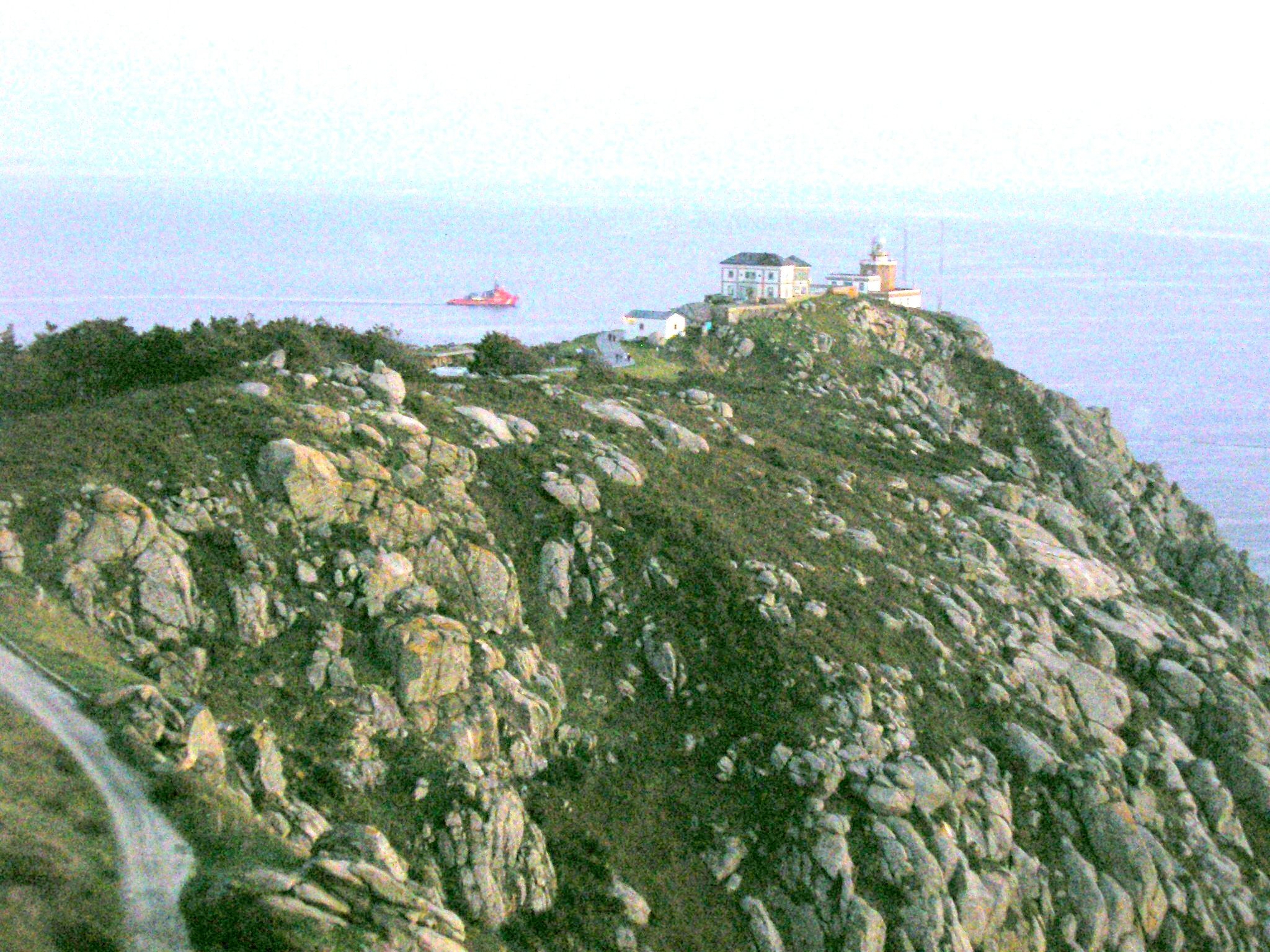
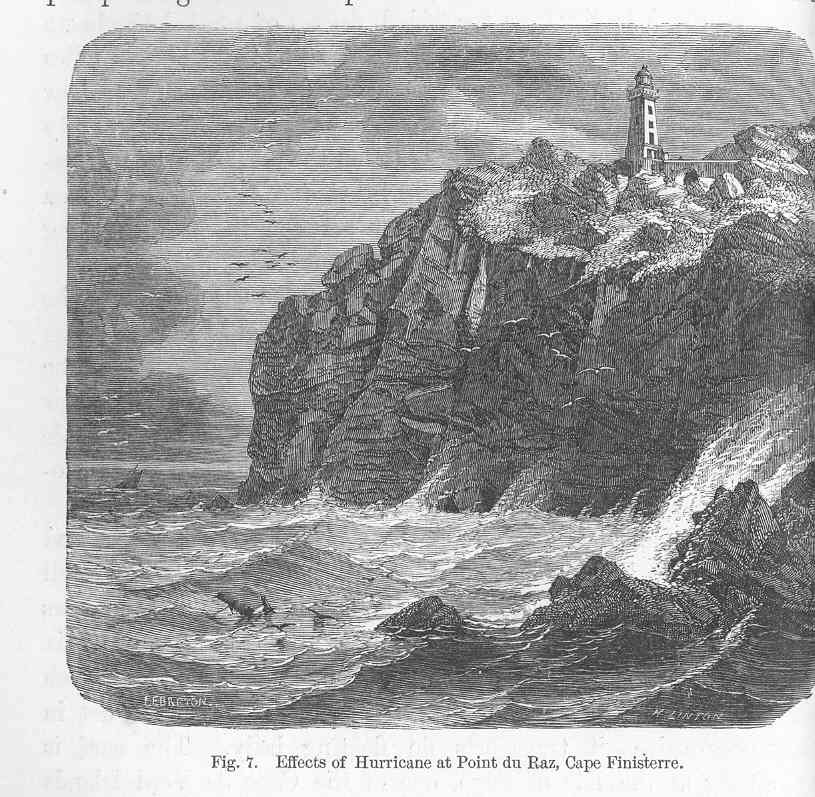
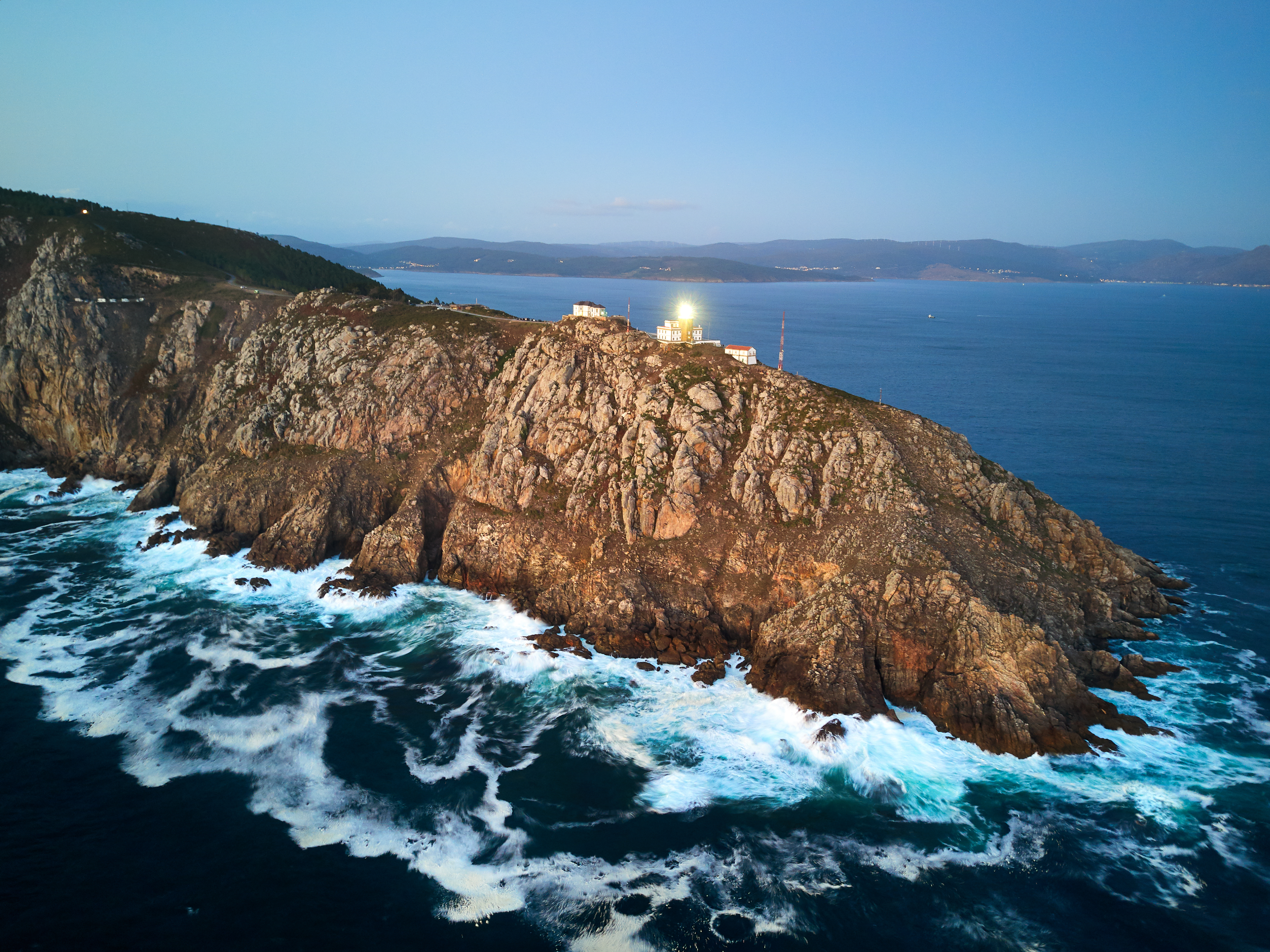